# Роґачево-Мале
Роґачево-Мале (пол. Rogaczewo Małe, нім. Hirschfelde) — село в Польщі, у гміні Кшивінь Косцянського повіту Великопольського воєводства.
Населення — 192 особи (2011).
У 1975-1998 роках село належало до Лешненського воєводства.

## Демографія
Демографічна структура станом на 31 березня 2011 року:
|          | Загалом | Допрацездатний вік | Працездатний вік | Постпрацездатний вік |
| -------- | ------- | ------------------ | ---------------- | -------------------- |
| Чоловіки | 93      | 26                 | 52               | 15                   |
| Жінки    | 99      | 22                 | 53               | 24                   |
| Разом    | 192     | 48                 | 105              | 39                   |